# Йоуханн Сигюрьоунссон
Йо́уханн Си́гюрьоунссон (исл. Jóhann Sigurjónsson; 19 июня 1880 — 19 августа 1919) — исландский драматург.
Вырос в крестьянской семье в Исландии, в 1899 году отправился в Копенгаген для обучения в сельскохозяйственной академии, но в 1902 году оставил учёбу и полностью посвятил себя литературным занятиям. Находился под влиянием ведущего датского прозаика Георга Брандеса, а также под впечатлением философии Фридриха Ницше. Умер от туберкулёза.
Наибольшую известность получила пьеса Йоуханна «Горный Эйвинд» (Fjalla-Eyvindur, 1911) по мотивам исландской легенды, послужившая основой для фильма «Горный Эйвинд и его жена» Виктора Шёстрёма (1918).